# Finca Orcheton
Orcheton (antiguamente Orcharton, etc.) es una finca histórica en la parroquia de Modbury en Devon. La casa actual, conocida como Granja de Great Orcheton, está situada a  11⁄2 millas al suroeste de la Iglesia de Modbury.

## Descendencia

### de Vautort
El Libro Domesday de 1086 enumera a Orcartone como la 65ª de las 79 posesiones de Devonshire de Roberto, Conde de Mortain, hermanastro uterino del Rey Guillermo el Conquistador. El arrendatario de Roberto era Reginald de Vautort (fallecido después de 1121), primer baronía feudal de Trematon en Cornualles, uno de sus seguidores principales, que tenía de Roberto numerosas posesiones en Devon y Cornualles, incluida la mansión de Modbury. La residencia principal de Reginald de Vautort era el Castillo de Trematon en Cornualles, también propiedad de Roberto, Conde de Mortain, que se convirtió en el caput de la baronía feudal de Trematon. Orcheton y Modbury descendieron así como posesiones del Honor de Trematon.

### de Orcharton
La familia de Orcharton tomó su apellido de su residencia, como era habitual. El último titular fue John de Orcharton, cuya hija y heredera fue Isabella de Orcharton (fallecida en 1249), primera esposa de Geoffry Pridyas, como hijo menor de Richard Predieux (fallecido en 1250)del Castillo de Prideaux, cerca de Fowey, en Cornualles.

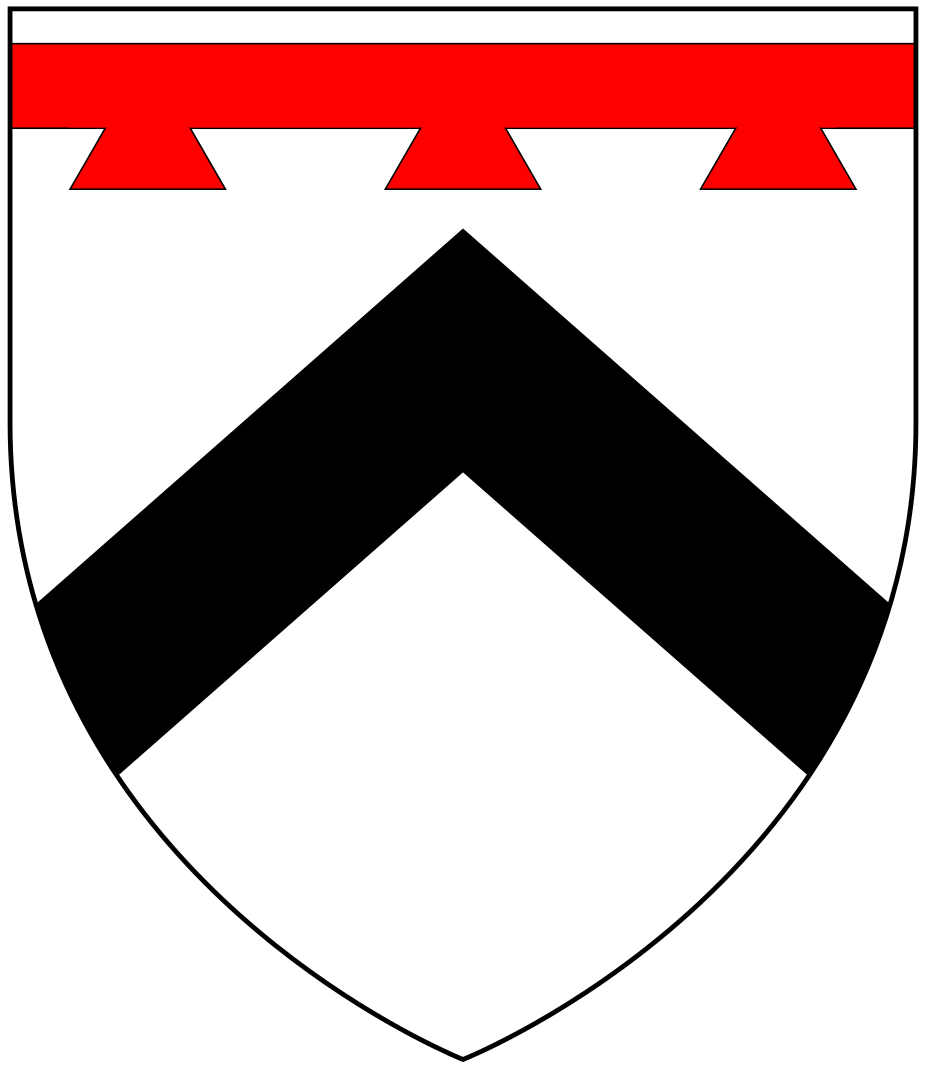
Blasón de Prideaux: En plata, un chevrón de sable acompañado en jefe de un lambel de tres puntas de gules.

### Prideaux
El Libro de Tasas (c. 1302, contenido anterior) enumera a Geoffrey de Pridias como titular de Orcherdton, como parte de la mansión de Modbury, del Honor de Trematon. Se cree que la familia Prideaux tiene origen normando y se estableció por primera vez en Inglaterra en algún momento después de la Conquista Normanda de 1066 en el Castillo de Prideaux, cerca de Fowey, en Cornualles. Abandonaron esa sede y se trasladaron a Devon, donde se dispersaron en varias ramas, siendo la más temprana en Orcheton. Ramas posteriores se establecieron en Adeston, Holbeton; Thuborough, Sutcombe; Soldon, Holsworthy; Netherton, Farway (ver baronetes Prideaux); Ashburton; Nutwell, Woodbury y Ford Abbey, Thorncombe, y en Prideaux Place en la parroquia de Padstow, Cornualles, donde la familia Prideaux-Brune todavía reside hoy en día. Fue una de las familias de la gentry más extendidas y exitosas de Devon, y como señaló Swete (fallecido en 1821), la mayoría de la expansión fue realizada excepcionalmente por hijos menores, quienes según la costumbre de primogenitura se esperaba que forjaran su propia fortuna.

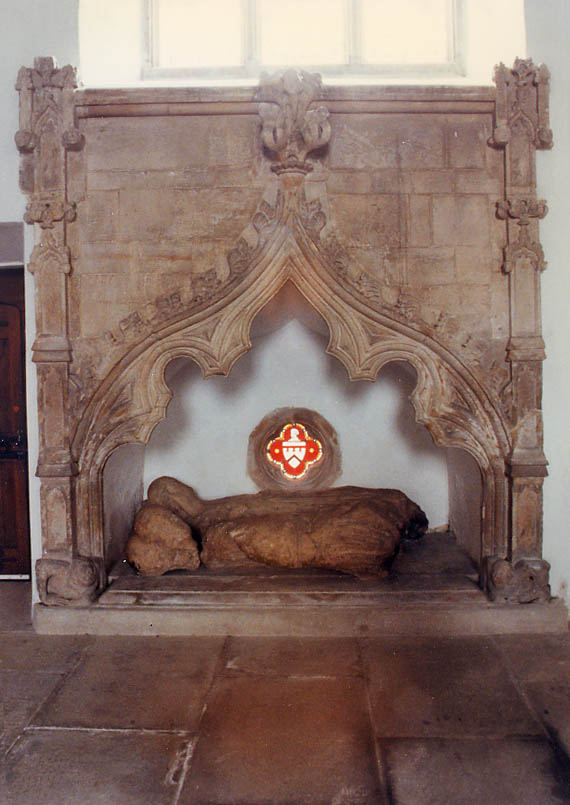
La efigie mutilada en la Iglesia de Modbury, se cree que representa a Sir John Prideaux (c. 1347 - 1403) de Orcheton, quien fue dos veces miembro del Parlamento por Devon.

El hijo y heredero de Geoffry Pridyas por su primera esposa Isabella de Orcharton (fallecida en 1249) fue Sir Roger Pridyas (vivo en 1297), Sheriff de Devon en 1271, 1272 y 1273. Su hijo mayor y heredero por su esposa, una cierta Gilda, fue Peter de Pridias (fallecido en 1316), quien se casó con una cierta Clarice. Su hijo y heredero fue Sir Roger de Pridias (fallecido antes de 1357), miembro del Parlamento por Devon en 1331, quien se casó con Elizabeth Treverbyn, hija y coheredera de Huge de Treverbyn de Treverbyn en la parroquia de St Austell en Cornualles. Su segundo hijo fue John Prideaux, quien fundó la rama de la familia establecida en Adeston. Su hijo mayor y heredero fue Roger de Pridias, quien murió antes que su padre, habiendo contraído matrimonio dos veces. Primero con una cierta Elizabeth, con quien tuvo hijos, y segundo con Joan Clifford (hija de Peter Clifford), quien en 1357 reclamó Orcheton como su dote, según consta en las cuentas del Ducado de Cornualles, el señor feudal del Honor de Trematon. El hijo mayor y heredero de Roger de Pridias fue Sir John Prideaux (c. 1347 - 1403), dos veces miembro del Parlamento por Devon en 1383 y 1388, cuya efigie muy mutilada sobrevive en la Iglesia de Modbury. Se le concedió la mansión de Columb John por el Conde de Devon. Al no tener hijos varones, su heredero fue su hermano menor Sir Richard Prideaux (fallecido en 1408).
La descendencia en la familia Prideaux continuó durante otras siete generaciones hasta Sir Robert Prideaux (1550-post 1603), caballero en julio de 1603, quien lo vendió a Sir John Hele (c. 1541 - 1608) de Wembury en Devon, un serjeant-at-law, Registrador de Exeter (1592-1605) y miembro del Parlamento por Exeter, quien adquirió las mansiones de Yealmpton y Wembury en Devon y cuya efigie sobrevive en la Iglesia de Wembury.